# Brunon Bortel

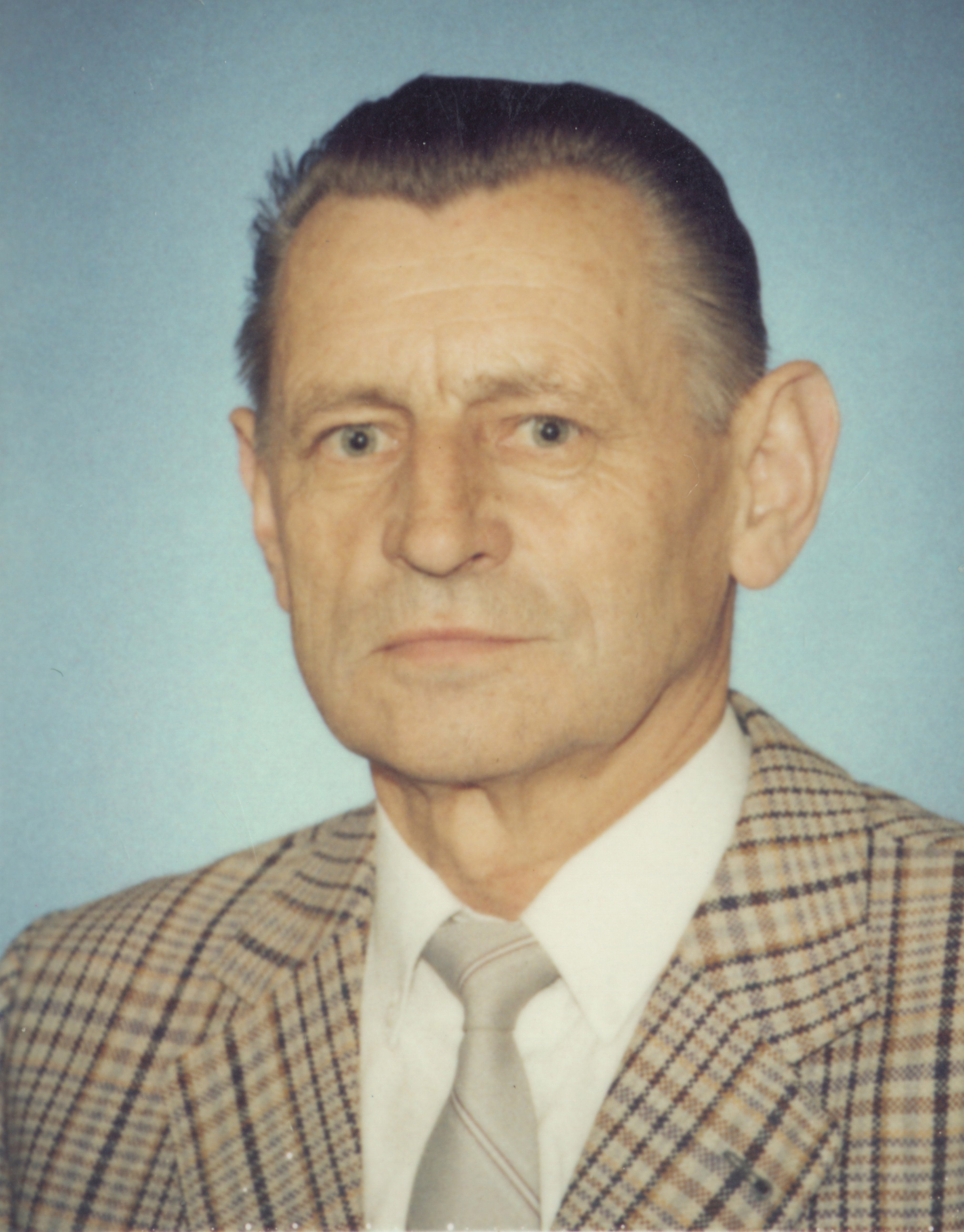
Brunon Bortel (1929–1997)

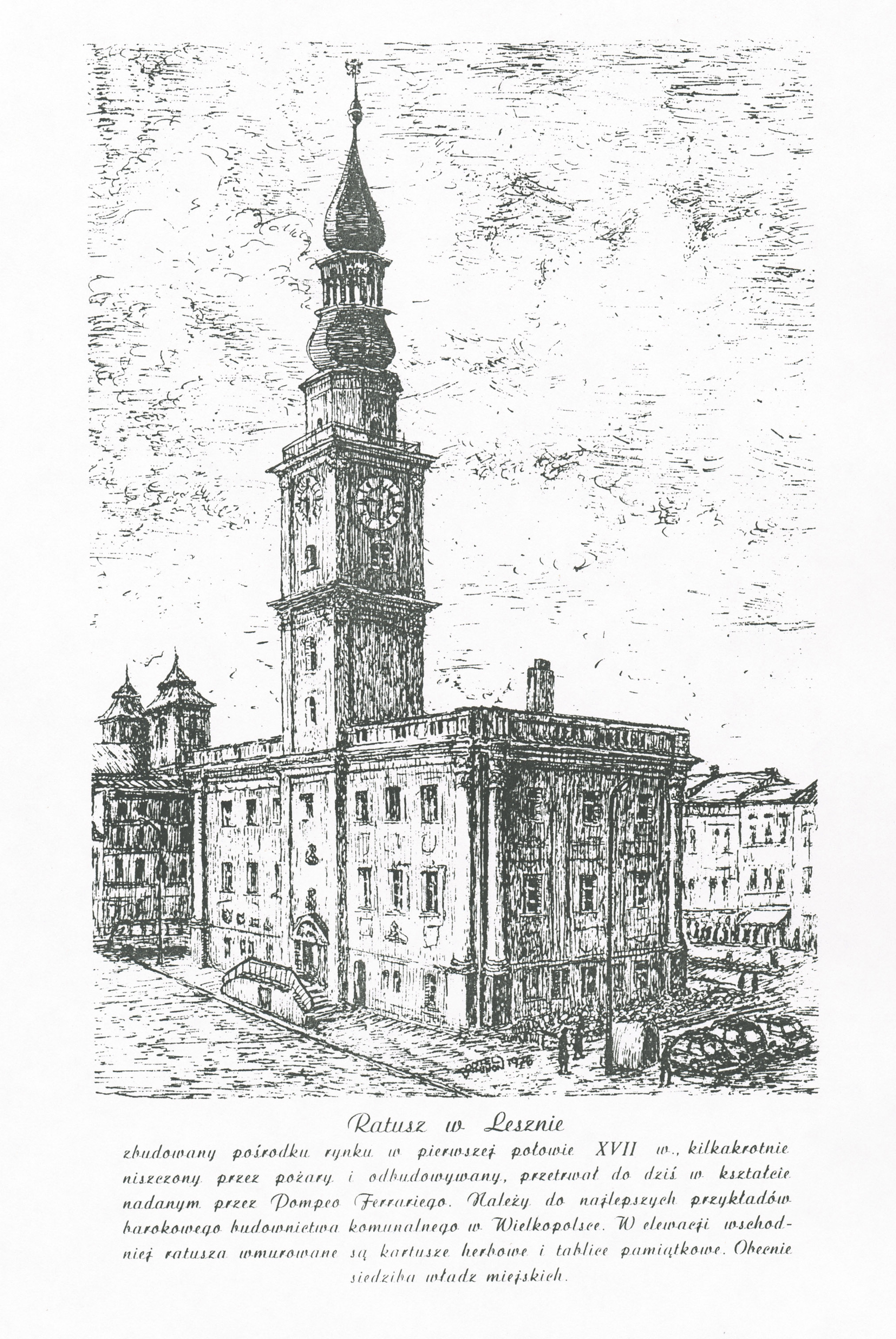
Leszczyński Ratusz, rys. Brunon Bortel

Brunon Bortel (ur. 5 października 1929 w Bukówcu Górnym, zm. 12 kwietnia 1997 w Lesznie) − polski grafik-rysownik, plastyk, działacz kulturalny, regionalista, bankowiec, filatelista, działacz społeczny.

## Życiorys
Urodzony 5 października 1929 w Bukówcu Górnym, w którym, chodząc do szkoły powszechnej, spędził młodzieńcze lata. W czasie okupacji hitlerowskiej skierowany został na przymusowe roboty do gospodarstwa niemieckiego w Kaczkowie koło Rydzyny.
Zakończenie wojny związane było z przeniesieniem się rodziny Bortlów z Bukówca Górnego do Krzycka Małego, gdzie kontynuował naukę w szkole powszechnej, otrzymując świadectwo ukończenia 10 lipca 1947 w Lesznie. Maturę uzyskał, kończąc Liceum Ogólnokształcące w 1964 również w Lesznie.
Związek małżeński z Ireną z Misiornych zawarł 12 stycznia 1963 w Lesznie. Małżeństwo miało córkę Katarzynę (ur. 1965 r.), która z zawodu jest pielęgniarką. Zmarł 12 kwietnia 1997 r., pochowany został 15 kwietnia 1997 na cmentarzu przy ul. Kąkolewskiej w Lesznie.

### Praca zawodowa
Umiejętności zarówno graficzne, jak i rysownicze doskonalił również w pracy zawodowej. W 1953 roku podjął pracę w Muzeum Wnętrz Pałacowych, mieszczącym się w zabytkowym pałacu w Pszczynie. Po przybyciu w 1957 roku do Leszna pracował w Powiatowym Sztabie Wojskowym, Gazowni Miejskiej i kilkanaście lat w Narodowym Banku Polskim w Lesznie, skąd w 1995 odszedł na emeryturę.

### Praca społeczna
Realizując swe pasje artystyczne, od 1971 roku był aktywnym członkiem Sekcji Leszczyńskich Plastyków Amatorów przy Domu Kultury w Lesznie. Razem z innymi członkami udoskonalił warsztat graficzno-rysunkowy, a potem pracował już samodzielnie. Delikatną, łatwo rozpoznawalną kreską, uwiecznił na rysunkach wiele postaci i obiektów. Był aktywnym członkiem Leszczyńskiego Towarzystwa Kulturalnego w Lesznie, pełniąc w nim przez kilka lat funkcję Przewodniczącego Komisji Rewizyjnej. Kiedy pojawił się na leszczyńskim rynku jako utalentowany grafik-rysownik, to obok Antoniego Suchaneckiego, był głównym rysownikiem nawiązującym do XIX-wiecznego pisma „Przyjaciel Ludu”. Największą popularność zyskał jako ilustrator „Przyjaciela Ludu” wydawanego od 1986 r. Autor i uczestnik Przeglądów Plastyki i Grafiki Amatorskiej Wielkopolski.

## Publikacja
- Teka grafiki „Ratusze Województwa Leszczyńskiego w rysunkach Brunona Bortla”, wyd. Leszczyńskie Towarzystwo Kulturalne – Leszno 1976 r.

## Udział w wystawach
- Wystawa indywidualna prac Brunona Bortla pt. „Rysunki Brunona Bortla w Przyjacielu Ludu” – Leszno – 1995 zorganizowana z okazji wydania jubileuszowego 50. zeszytu „Przyjaciela Ludu”.
- Wystawa pt. „Herby i podobizna Króla Stanisława Leszczyńskiego” – Leszno – 1997 r., która odbyła się z okazji 450-lecia lokacji miasta Leszna.

## Odznaki i wyróżnienia
- Odznakę „Za Zasługi dla Województwa Leszczyńskiego” – 1989 r.
- Odznakę „Zasłużony Działacz Frontu Jedności Narodu” – 1981 r.
- Odznakę „Zasłużony dla Bankowości PRL” – 1989 r.
- Medal „Za Serce dla Kultury” – 1995 r.
- Laureat licznych, Międzywojewódzkich Konkursów organizowanych przez Wojewódzki Dom Kultury „Na Drzeworyt o tematyce Muzycznej” m.in.:
  - II Nagroda – 1976 r.
  - I Nagroda – 1977 r.
  - Nagroda Specjalna – 1978 r.
  - Wyróżnienie – 1982 r.
- II Nagroda na „Trzecim Międzywojewódzkim Biennale Grafiki Amatorskiej – Poznań – Kalisz – Leszno” – 1978 r.